# Lorquin
 Lorquin  es una comuna y población de Francia, en la región de Lorena, departamento de Mosela, en el distrito de Sarrebourg. Es la cabecera del cantón homónimo.
Su población en el censo de 1999 era de 1.287 habitantes.
Está integrada en la Communauté de communes du Pays des Deux Sarres .

## Demografía
| 2201 | 2073 | 1726 | 1479 | 1350 | 1287 |
| Para los censos de 1962 a 1999 la población legal corresponde a la población sin duplicidades (Fuente: INSEE [Consultar]) |      |      |      |      |      |